# Okondo
Okondo en basque ou Oquendo en castillan est une commune d'Alava, dans la communauté autonome du Pays basque en Espagne.

## Hameaux
La commune comprend les hameaux suivants :
- Aretxaga ;
- Billatxika ;
- Eskauriatza ;
- Irabaien ;
- Jandiola, hameau non répertorié[2] ;
- Okondogoiena (ou San Roman) ;
- Okondoibarra ;
- Ugalde ;
- Zudubiarte, consejo principal